# Janko Božović
Janko Božović (Bar, 14 de julio de 1985) es un jugador de balonmano austriaco, nacido en Montenegro, que juega de lateral derecho en el Al-Sulaibikhat SC. Es internacional con la selección de balonmano de Austria.
En España es conocido por su paso por el OAR Coruña.

## Palmarés

### Casarano
- Liga de Italia de balonmano (1): 2009
- Supercopa de Italia de balonmano (1): 2009

### Meshkov Brest
- Liga de Bielorrusia de balonmano (1): 2015
- Copa de Bielorrusia de balonmano (1): 2015

### Sporting de Lisboa
- Liga de Portugal de balonmano (2): 2017, 2018

## Clubes
- SG West Wien (2001-2006)
- NIK-HAK Nittedal (2006)
- OAR Coruña (2006-2007)
- Füchse Berlin (2007-2008)
- Dunaferr SE (2008)
- Italgest Casarano (2008-2009)
- RD Slovan (2009-2011)
- TSG Friesenheim (2011)
- TV Emsdetten (2011-2014)
- Meshkov Brest (2014-2015)
- RK Metalurg Skopje (2015-2016)
- Al Rayyan (2016) (cedido)
- Sporting CP (2016-2018)
- TV Emsdetten (2018-2019)
- VfL Gummersbach (2019-2022)
- Al-Sulaibikhat SC (2022- )